# NGC 4780A
NGC 4780A (другое обозначение — PGC 1000913) — спиральная галактика (Sb) в созвездии Дева.
Этот объект не входит в число перечисленных в оригинальной редакции «Нового общего каталога» и был добавлен позднее.